# Caryopemon cruciger
Caryopemon cruciger là một loài bọ cánh cứng trong họ Bruchidae. Loài này được Stephens miêu tả khoa học năm 1839.